# Søren Pape Poulsen
Søren Pape Poulsen (Bjerringbro, 31 de diciembre de 1971–Odense, 2 de marzo de 2024) fue un político danés, exministro de Justicia de Dinamarca, miembro del parlamento danés y líder del Partido Popular Conservador.
Pape Poulsen se formó en transporte marítimo en Grundfos y también participaba en la formación de profesores de escuelas primarias danesas.

## Carrera
Fue elegido miembro del consejo municipal de Bjerringbro en 2001. Tras la reforma municipal danesa de 2007, el municipio de Bjerringbro pasó a formar parte del nuevo municipio de Viborg y Pape Poulsen continuó su trabajo en el nuevo consejo municipal. Tras las elecciones locales de 2009, formó mayoría con los socialdemócratas, el Partido Popular Socialista, el Partido Popular Danés y se convirtió en alcalde de Viborg. En las elecciones de 2013, los conservadores duplicaron sus mandatos y Pape Poulsen fue reelegido alcalde.
El 6 de agosto de 2014, Lars Barfoed dimitió como líder del Partido Popular Conservador y dijo que le gustaría que Pape Poulsen lo sucediera como líder. Al día siguiente, el grupo parlamentario eligió por unanimidad a Pape Poulsen como líder político hasta el congreso del partido el 26 de septiembre de 2014. Fue alcalde hasta el miércoles 3 de septiembre de 2014, cuando Torsten Nielsen del Partido Popular Conservador se convirtió en alcalde.
El 28 de noviembre de 2016, Poulsen fue nombrado ministro de Justicia en el tercer gobierno del primer ministro Lars Løkke Rasmussen.

## Vida personal
El 10 de agosto de 2014, Poulsen se declaró gay. Su prometido es Josué Medina Vásquez de República Dominicana, se conocieron en 2013. Se comprometieron en 2017, y más tarde se casaron en 2021. El 14 de septiembre de 2022, Pape Poulsen anunció que él y Medina se divorciaban, tras declarar que Medina había dado a Poulsen información falsa sobre sus antecedentes.
Poulsen falleció el 2 de marzo de 2024 a causa de una hemorragia cerebral. Tenía 52 años.